# حديقة إيداليا الوطنية
إيداليا هي حديقة وطنية في ولاية كوينزلاند، أستراليا، 893 كم غرب بريزبان.